# Grand Lake Towne
Grand Lake Towne è un comune degli Stati Uniti d'America, situato nello stato dell'Oklahoma, nella contea di Mayes.